# Staatsrat (Monaco)
Beim monegassischen Staatsrat (französisch Conseil d’État) handelt es sich um eine Versammlung unter Vorsitz eines Präsidenten, deren zwölf einzelne Mitglieder den gleichlautenden Amtstitel führen. Der Staatsrat von Monaco hat eine konsultative Rolle inne und setzt sich stets aus zwölf vom Fürsten ernannten Mitgliedern zusammen. Die Aufgabe des Staatsrates ist es, auf Anfrage des Fürsten Gesetzes- und Erlassvorschläge auszuarbeiten.
Derzeitiger Präsident ist Laurent Anselmi, Nachfolger von Philippe Narmino, Vizepräsident ist Jean-François Landwerlin. Der Staatsrat hat seinen Sitz in der Rue Colonel Bellando de Castro im Stadtbezirk Monaco-Ville.